# Ephemeris epigraphica

Ephemeris epigraphica est une revue qui a paru entre 1872 et 1913 sous la direction de Wilhelm Henzen et qui était destinée à compléter le Corpus Inscriptionum Latinarum (CIL). 

## Numéros
- Vol. 1, 1872, Lire en ligne
- Vol. 2, 1875, Lire en ligne
- Vol. 3, 1877, Lire en ligne
- Vol. 4, 1881, Lire en ligne
- Vol. 5, 1884, Lire en ligne
- Vol. 6, 1885, Lire en ligne
- Vol. 7, 1892, Lire en ligne
- Vol. 8, 1899, Lire en ligne
- Vol. 9, 1913, Lire en ligne